# Wilhelm Leube

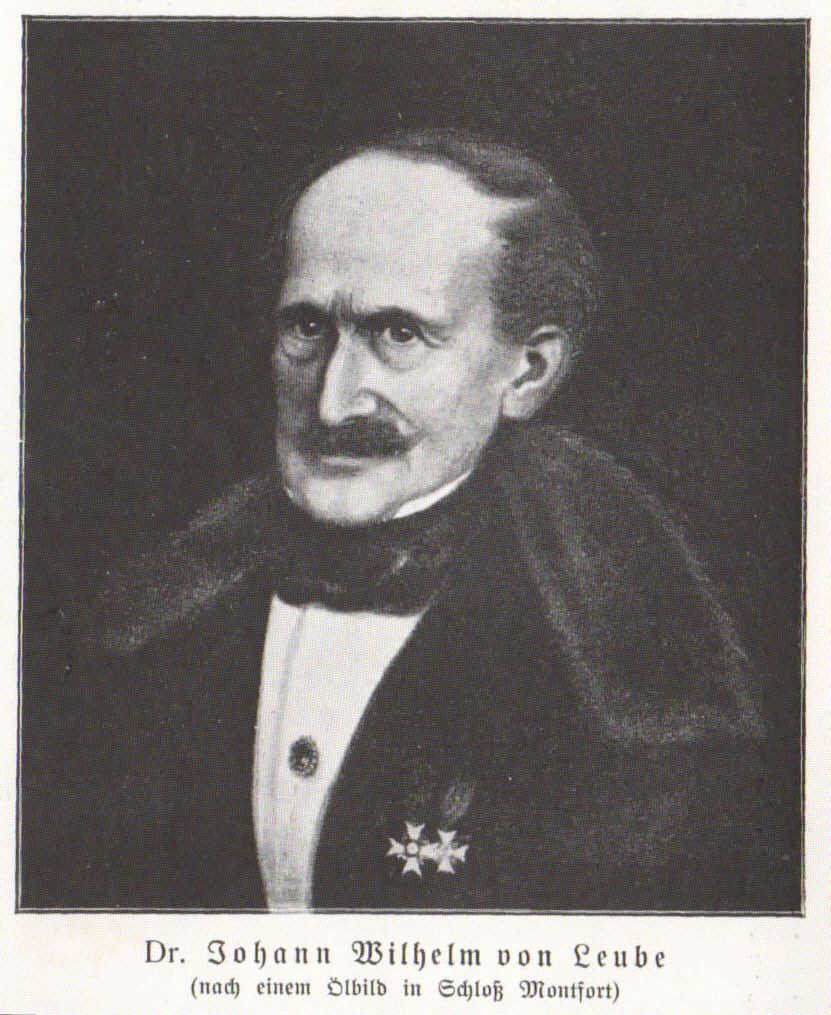
Wilhelm Leube (1879)

Johann Wilhelm Leube (* 4. April 1799 in Hall; † 6. Januar 1881 in Ulm) war ein deutscher Psychiater und Kreismedizinalrat.

## Leben und Wirken
Wilhelm Leube war der Bruder von Gustav Ernst Leube und der Vater von Wilhelm Olivier von Leube. Wilhelm Leube wuchs in Ulm auf und besuchte dort das Gymnasium. Er studierte in Tübingen Medizin und promovierte 1821 bei Leopold Sokrates Riecke. Seit 1817 war er Mitglied der Burschenschaft Germania Tübingen. Im Auftrag der württembergischen Regierung unternahm er ausgedehnte Studienreisen nach Paris und in die Niederlande, wo er die dortigen Irrenanstalten besuchte und einen Bericht verfasste. 1825 heiratete er Luise Uhland (1801–1837), eine Cousine des Dichters Ludwig Uhland, und ließ sich in Tübingen als praktischer Arzt nieder. Nachdem seine Frau 1837 starb, siedelte er nach Ulm über und heiratete erneut. Nachdem er zuerst in eigener Praxis gearbeitet hatte, wurde er ab 1854 als Medizinalrat bei der Regierung des Donaukreises angestellt. Er starb 1881 im Alter von 81 Jahren.
Bedeutung für die Wissenschaft erlangte Wilhelm Leube durch seine Tätigkeit als Privatdozent in Tübingen, wo er seit 1825 regelmäßig psychiatrische Vorlesungen hielt. Im Jahr 1828 legte er dem Medizinalkollegium, das eine Abteilung des Innenministeriums war, einen „Entwurf zu einer neuen Irrenanstalt“ vor. Sie sollte die medizinische Lehre im Fach Psychiatrie verbessern. Jedoch wurde dieser Plan, wie auch ein zweiter 1831, abgelehnt. Eine Universitätspsychiatrie sollte Tübingen erst 1894 bekommen.
In seinen Jahren in Tübingen hat Wilhelm Leube auch den Dichter Friedrich Hölderlin während der Pflege im Haushalt Ernst und Lotte Zimmer behandelt. Dies ist in Briefen aus dem Januar 1829 und in einem Bericht von Wilhelm Leube an das Königliche Oberamt von 1832 erwähnt.
Wilhelm Leubes Enkel war der Hofrat Max Leube (* 1880), internistischer Chefarzt des Karl-Olga-Krankenhauses in Stuttgart, der als Assistent unter Wilhelm Olivier von Leube in Würzburg tätig war.

## Schriften
- Adnotationes ad coxarthrocacen. Schoenhardt, Tübingen 1821 (Dissertation).
- Die gesetzlichen Bestimmungen über Zurechnung mit besonderer Rücksicht auf dieselben im Entwurfe eines Straf-Gesetz-Buches für das Königreich Württemberg. Aus dem ärztlichen Gesichtspunkte betrachtet. Osiander, Tübingen 1836; 2., umgearbeitete Auflage 1838 (Digitalisat)
- mit Gustav Leube: Untersuchungen über das mineralische Material der Umgegend von Ulm in Betreff seiner Verwendbarkeit für Bauzwecke und insbesondere seiner Bedeutung für den Festungsbau. Kübling, Ulm 1843 (Digitalisat).